# Saint-Genès-de-Fronsac
Saint-Genès-de-Fronsac é uma comuna francesa na região administrativa da Nova Aquitânia, no departamento da Gironda. Estende-se por uma área de 6,96 km². Em 2010 a comuna tinha 839 habitantes (densidade: 120,5 hab./km²).